# Kylmäoja (rivière)

## Géographie
La rivière Kylmäoja recueille son eau de trois affluents.
Le plus important vient des zones drainées des deux côtés de Kulomäentie à Maantiekylä de Tuusula, et de la zone d'Isoniity.
Le plus petit affluent part de la zone industrielle de Maantienkylä et traverse la zone résidentielle de Kylmäoja.
La troisième affluent vient de l'aéroport d'Helsinki-Vantaa.
Les eaux de ces trois ruisseaux créent la majorité du débit de Kylmäoja.
Il y avait autrefois un barrage qui a créé un étang au parc Simonkylänpuisto.
Aujourd'hui, le barrage a été remplacé par un rapide artificiel mis en place par le Centre environnemental d'Uusimaa.
Après l'étang, le ruisseau s'écoule entre Tikkurila et Koivuhaka vers Viertola et la Keravanjoki.
Une partie considérable de l'eau dans les parties supérieures du ruisseau traversant la zone résidentielle de Kylmäoja est de l'eau souterraine provenant de sources et est donc fraîche même en été.
On dit que le nom Kylmäoja est dû à la fraîcheur de l'eau, que les cavaliers qui ont abreuvé leurs chevaux dans la zone ont remarqué.
La riviere traverse Ruskeasanta et Ilola près de Tikkurila.
Il y a un autre étang entre la route Läntinen Valkoisenlähteentie et la route Koisotie.
L'ancien barrage de cet étang a également été remplacé par un rapide artificiel
La Kylmäoja rejoint plus tard la Keravanjoki après avoir d'abord formé la frontière entre les quartiers de Koivuhaka et de Viertola.
En 2008, 53 % de son Bassin versant était habité, 29 % était l'aéroport et 12 % était une forêt ou un parc.
Depuis lors, Vantaa a construit et bâti une nouvelle zone résidentielle dans le bassin versant de Kylmäoja, par exemple à Leinelä.

## Pollution des eaux
Kylmäoja était une rivière à truites jusque dans les années 1950.
En 1952, l'aéroport d'Helsinki-Vantaa a été achevé et les produits chimiques utilisés pour l'anti-dérapant et l'antigivrage, tels que l'urée, ont endommagé Kylmäoja.
L'administration finlandaise de l'aviation civile, était autorisée à rejeter, entre autres, du glycol dans les eaux de surface.

## Galerie

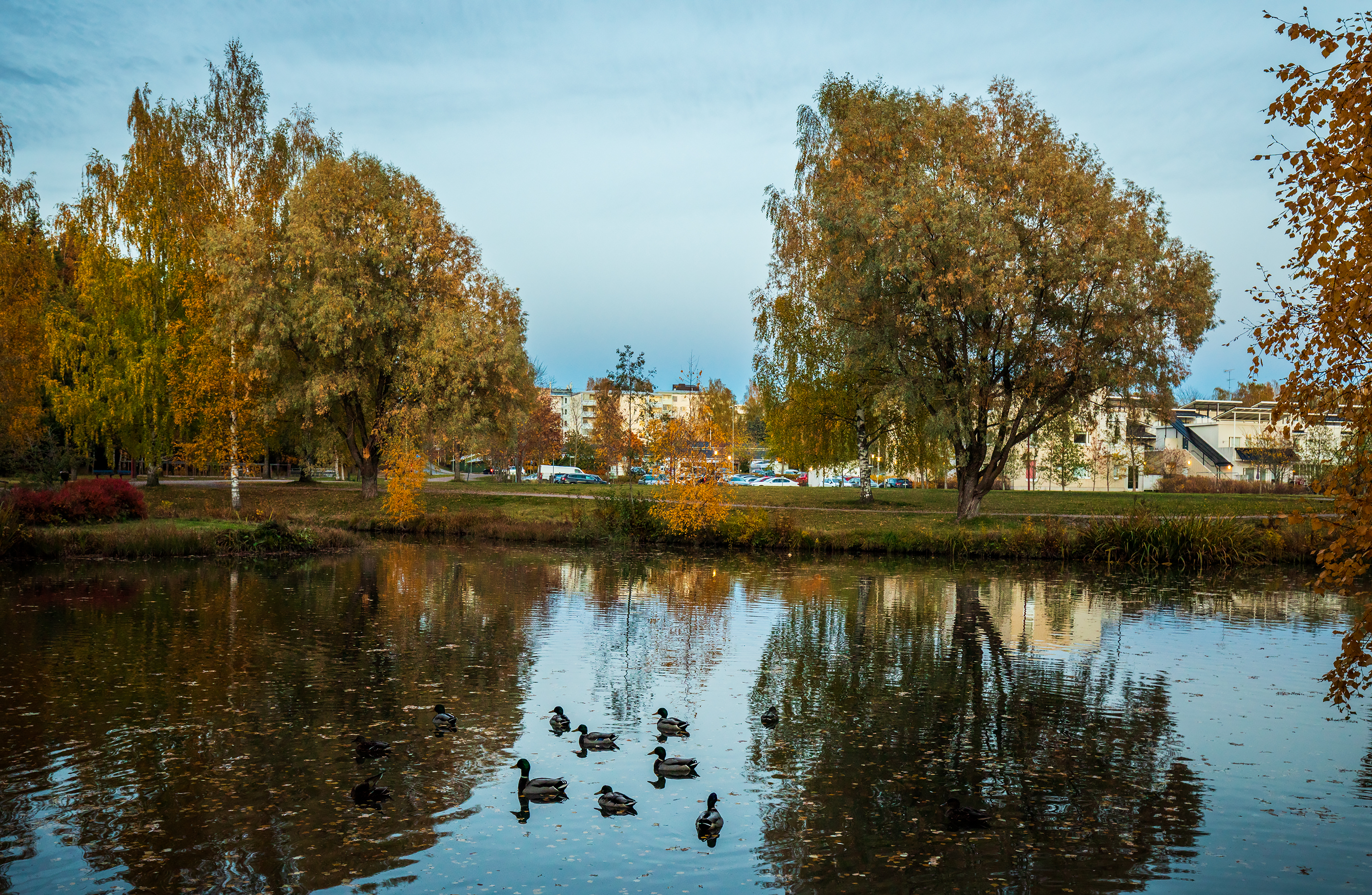
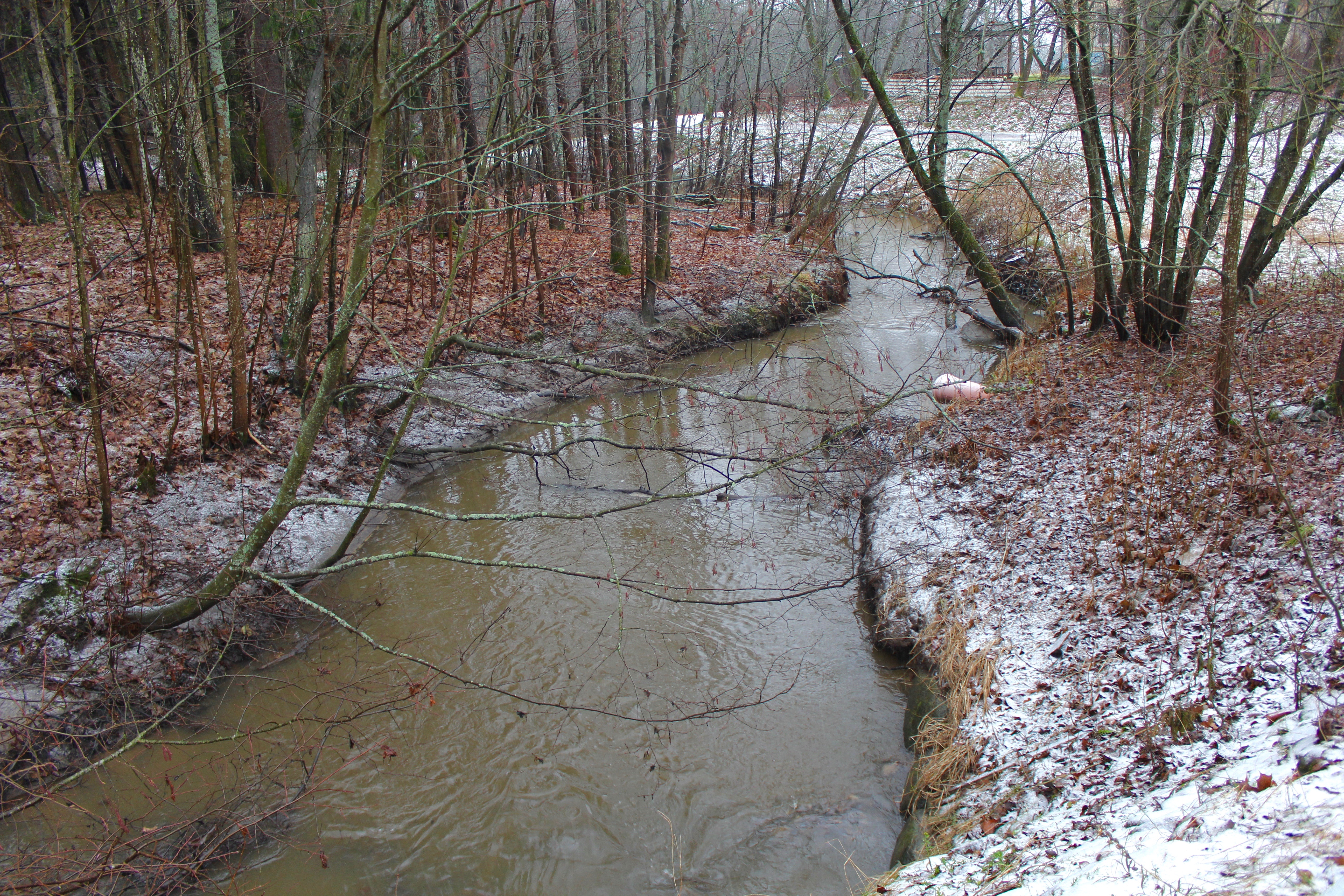